# Byeolttongbyeol
Byeolttongbyeol (별똥별?; titolo internazionale Sh**ting Stars, anche noto come Shooting Stars) è una serie televisiva sudcoreana del 2022 con Lee Sung-kyung, Kim Young-dae, Yoon Jong-hoon, Kim Yoon-hye, Lee Jung-shin e Park So-jin.

## Trama
La serie parla della storia d'amore romantica e comica della star Gong Tae-sung che condivide una relazione di amore-odio con Oh Han-byul, la leader del team PR della sua agenzia Starforce Entertainment.

## Personaggi

### Personaggi principali
- Lee Sung-kyung nel ruolo di Oh Han-byul[6]
- Kim Young-dae nel ruolo di Gong Tae-sung[6]
  - Moon Seong-hyun nel ruolo di Gong Tae-sung da adolescente
- Yoon Jong-hoon nel ruolo di Kang Yu-sung
- Kim Yoon-hye nel ruolo di Park Ho-young
- Lee Jung-shin nel ruolo di Do Soo-hyuk
- Park So-jin nel ruolo di Jo Ki-bum

### Personaggi secondari

#### Agenzia Star Force Entertainment
- Ha Do-kwon nel ruolo di Choi Ji-hoon
- Jang Hee-ryung nel ruolo di Baek Da-hye
- Lee Han-ik nel ruolo di Kang Min-kyu
- Jin Ho-eun nel ruolo di Byun Jeong-yeol
- Shin Hyun-seung nel ruolo di Yoon Jae-hyun
- Kwon Han-sol nel ruolo di Hong Bo-in
- Yoon Sang-jeong nel ruolo di Chae Eun-soo
- Sono Sung-kyun nel ruolo di Lee Yoon-woo
- Jang Do-ha nel ruolo di Jang Seok-woo

#### Agenzia DS
- Kim Dae-gon nel ruolo di Han Dae-soo
- Lee Si-woo nel ruolo di Jin Yu-na
- Kang Jun-gyu nel ruolo di Shim Jin-woo

#### Altri
- Lee Seung-hyub nel ruolo di Kang Si-deok
- Choi Ji-woo nel ruolo di Eun Si-woo / Kim Bok-soon
- So-Hee-jung nel ruolo di Kwon Myung-hee
- Heo Gyu nel ruolo di Yuki
- Yoo Gun-woo nel ruolo del regista Park Han-suk
- Lee Joo-won nel ruolo di Yang Young-gi
- Yoon Young-min nel ruolo di Lee Hae-min

### Apparizioni speciali
- Park Jeong-min nel ruolo di Park Jo-eun, il partner dell'appuntamento al buio di Oh Han-byul (Ep.1)
- Yoon Byung-hee come segretario di Overseas Volunteer Groupe (Ep.1)
- Seo Yi-sook come attrice per Star Force Entertainment (Ep.1)
- Kim Seul-gi nel ruolo di Happy, un cantante esordiente (Ep.2)
- Lee Ki-woo nel ruolo di Ahn Jun-ho, un attore della Star Force Entertainment (Ep.3)
- Kang Ki-doong nel ruolo di Dong-jun, il manager di Ahn Jun-ho (Ep.3)
- Lee Sang-woo Han Seung-Il, un famoso attore appena firmato con Star Force (Ep.4)
- Chae Jong-hyeop nel ruolo di Ham Yu-jin, un attore (Ep.5)
- Oh Eui-shik nei panni di Cha Min-ho, giornalista del dipartimento dello spettacolo ed ex fidanzato di Jo Ki-bum (Ep.6)
- Moon Ga-young nel ruolo di Yeo Ha-jin, un'attrice che si diceva uscisse con Gong Tae-sung in passato (Ep. 6, 8)
- Song Ji-hyo nel ruolo di Song Ji-hee, un'attrice (Ep.7)
- Kim Dong-wook nel ruolo di Lee Jung-hoon (Ep.8)
- Jin Ki-joo nel ruolo di Kim Jin-kyung, responsabile delle pubbliche relazioni (Ep.11)
- Lee Sang-yeob nel ruolo di Do Ji-hyuk, un avvocato e fratello maggiore di Do Soo-hyuk (Ep.11)
- Um Ki-joon nel ruolo di Yoon Jang-seok, un attore (Ep.13)
- Bong Tae-gyu nel ruolo di Sung Woo-ju, CEO dell'agenzia di Yoon Jang-seok (Ep.13)